# Johannes Christiaan Bührmann

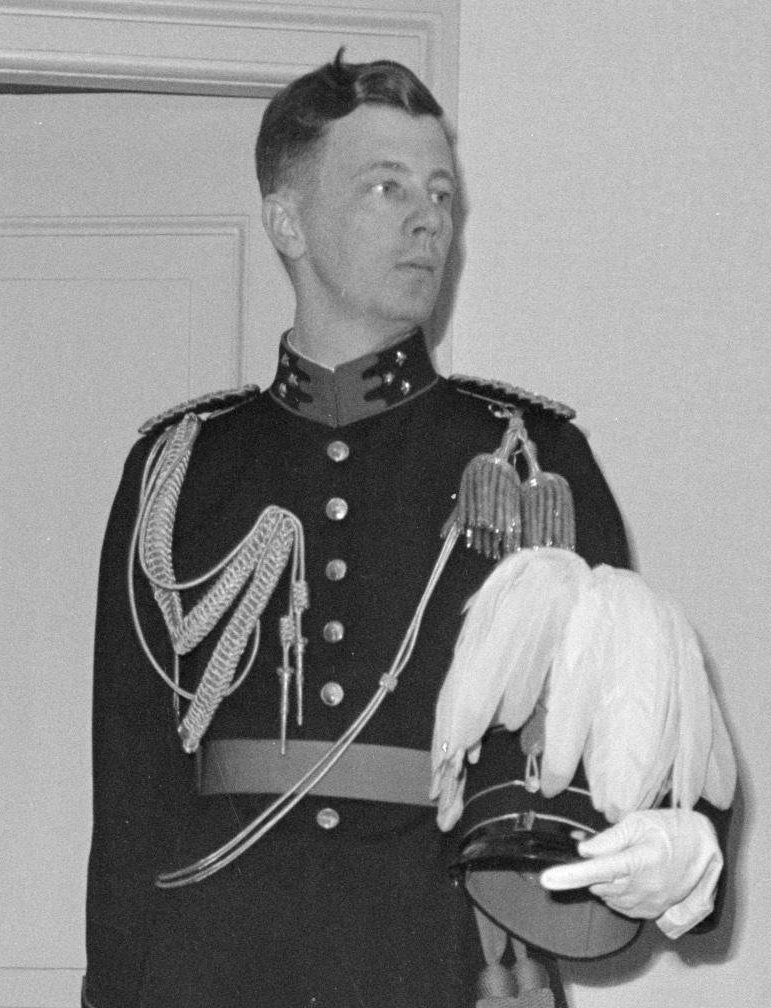
Reserve-kapitein J.C. Bührmann (1948)

Johannes Christiaan Bührmann (Amsterdam, 24 maart 1912 – IJmuiden, 10 november 1968) was een Nederlands politicus van de CHU.
Hij werd geboren als zoon van Antoon Bührmann (1882-1944; banketbakker en later tabakhandelaar) en Johanna Alberta van der Lichte (1880-19??). Vanaf 1932 was hij twee jaar volontair bij de gemeentesecretarie van Abcoude en daarna ging hij werken bij de gemeente Diemen. Tijdens de bezettingstijd was hij betrokken bij het verzet, waarvoor hij ook onderscheiden is. In 1945 werd hij adjudant van Koningin Wilhelmina en vanaf 1948 was hij adjudant van Koningin Juliana. In die periode had hij de rang van reserve-kapitein. Bührmann is in 1950 aan de Rijksuniversiteit Utrecht afgestudeerd in het Indisch recht en datzelfde jaar werd hij burgemeester van Weesp. Bovendien was hij vanaf december 1954 waarnemend burgemeester van 's-Graveland en Ankeveen. Eind 1960 werd hij de burgemeester van Velsen en daarnaast was hij vanaf maart 1965 Eerste Kamerlid als opvolger van de in februari 1965 overleden Rommert Pollema. Bührmann overleed in 1968 op 56-jarige leeftijd in het Antonius ziekenhuis in IJmuiden.